# Cantonul Digne-les-Bains-Est
Cantonul Digne-les-Bains-Est este un canton din arondismentul Digne-les-Bains, departamentul Alpes-de-Haute-Provence, regiunea Provence-Alpes-Côte d'Azur, Franța.

## Comune
- Digne-les-Bains (parțial, reședință)
- Entrages
- La Robine-sur-Galabre
- Marcoux